# 니시후지시마촌
니시후지시마촌(西藤島村)은 후쿠이현 요시다군에 있던 촌이다. 현재의 후쿠이시 북서부에 해당한다.

## 지리
후쿠이시 북서부, 구즈류강 좌안, 히노강 우안에 해당한다.

## 역사
- 1889년 4월 1일 - 정촌제 시행에 의해 요시다군 니시후지시마촌이 성립하였다.
- 1951년 3월 30일 - 후쿠이시에 편입되었다.

## 교통

### 철도
에치젠 철도 미쿠니아와라선의 닛카케미마에역・야쓰시마역이 소재하지만 당시엔 미개통.

## 참고문헌
- 가도카와 일본 지명 대사전 18 福井県